# Bauerus dubiaquercus
Bauerus dubiaquercus là một loài động vật có vú trong họ Dơi muỗi, bộ Dơi. Loài này được Van Gelder mô tả năm 1959.

## Hình ảnh

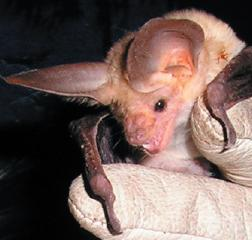